# 早坂伸夫
早坂 伸夫（はやさか のぶお、1955年8月7日 - ）は、日本の技術者、実業家、工学博士。キオクシアホールディングス（旧・東芝メモリホールディングス）代表取締役社長兼キオクシア（旧・東芝メモリ）代表取締役社長。

## 人物・経歴
福岡県出身。1984年東北大学大学院工学研究科博士課程修了、工学博士。西澤潤一研究室出身。博士論文は「半導体のプラズマエッチングにおける反応機構」。
1984年東芝入社。2007年東芝セミコンダクター社メモリ事業部先端メモリ開発センター長。2013年東芝セミコンダクター&ストレージ社統括技師長兼半導体研究開発センター長。2014年東芝執行役常務ストレージ&デバイスソリューション社副社長。2017年東芝メモリ取締役副社長技術本部長。2018年東芝メモリ取締役副社長執行役員技術統括責任者。
病気療養が続いた成毛康雄代表取締役社長の代行として2019年からは東芝メモリホールディングス代表取締役副社長兼東芝メモリ代表取締役副社長技術統括責任者として社長の代行を務めた。
成毛代表取締役社長の病気による退任を受け、2020年1月29日にキオクシアホールディングス代表取締役社長及びキオクシア代表取締役社長に就任した。